# Voorboezem
De Voorboezem is een oude watergang langs de zuidelijke zeedijk van het voormalige eiland Wieringen, bij de Polder Waard-Nieuwland in Hollands Kroon in de Nederlandse provincie Noord-Holland.
Tegenwoordig is de boezem voor een groot deel verland tot een rietgebied. Het gebied heeft een lengte van 4,5 kilometer en is enkele tientallen meters breed. In de zomer zijn er veel rietvogels en in de winter zijn er blauwe kiekendieven.